# Gåxsjö kyrka
Gåxsjö kyrka ligger på en udde vid Gåxsjöns östra strand i Gåxsjö, Strömsunds kommun. Den är församlingskyrka i Gåxsjö församling, Härnösands stift.

## Kyrkobyggnaden
Träkyrkan uppfördes åren 1884–1886 av byggmästare Jonas Pettersson, Östersund efter ritningar av arkitekt Fredrik Ekberg och invigdes i augusti 1886. Det är den första på platsen i församlingen som 1893 bildades genom en utbrytning ur Hammerdals församling. Denna korskyrka består av långhus med ett femsidigt kor i öster och ett stort kyrktorn i väster. Korsarmar sträcker sig ut från kyrkans norra och södra sidor. 
Kyrkan är en restimmerkonstruktion av bilat timmer. Fasaden är klädd med ljusgul stående, fasspontad panel. Knutar och fönsteromfattningar är vitmålade, medan fönsterbågarna har samma nyans som fasaden. Taken var från början spånbelagda, men fick 1961 grå korrugerad plåt. Interiören har färgsättning i vitt, grått och guld. Läktarna på tre sidor bärs upp av marmorerade pelare. Korets övre del har smala spetsbågiga fönster med grönrutigt glas.
Flera förslag till ombyggnader och även om rivning har lagts fram genom åren. Men till sist valde man 1961 att genomgripande rusta upp byggnaden, som fick nya fönster, nytt golv och ny takbeläggning. Kyrkan målades om in- och utvändigt och en läktarunderbyggnad tillkom.  